# Ludolf Parisius (Politiker)
Ludolf Parisius (* 15. Oktober 1827 in Gardelegen, Altmark; † 11. März 1900 in Berlin) war ein deutscher Richter, Publizist und Heimatforscher. Bekannt wurde er als liberaler Politiker.

## Leben

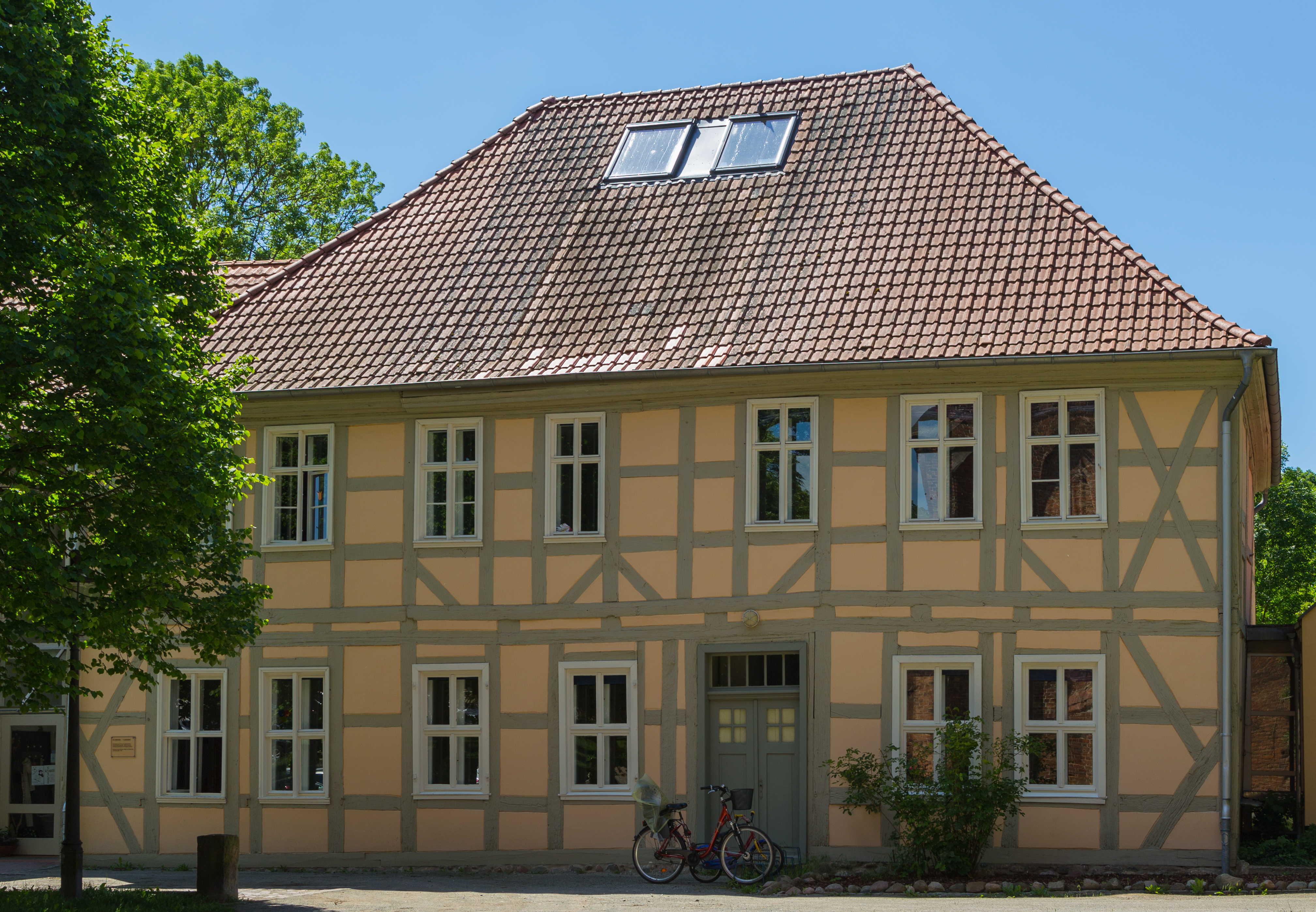
Alte Oberpfarre in Gardelegen, das Geburtshaus von Ludolf Parisius.

Ludolf Parisius, geboren als Sohn eines Pfarrers, studierte an der Friedrichs-Universität Halle Mathematik und Rechtswissenschaft. 1847 wurde er Mitglied, später Ehrenmitglied des Corps Palaiomarchia. 1849 wurde er Mitglied der Burschenschaft Fürstenthal Halle. Anschließend absolvierte er die übliche Ausbildung für den preußischen Justizdienst. Zwischen 1858 und 1864 amtierte er als Kreisrichter am Kreisgericht Gardelegen.
Ab 1859 war Parisius Mitglied des Deutschen Nationalvereins. Er nahm an der ersten Generalversammlung der Organisation in Coburg teil. Er war führender Politiker und publizistischer Wortführer der Deutschen Fortschrittspartei. Von 1862 bis 1898 saß Parisius im Preußischen Abgeordnetenhaus. Zunächst gehörte er der Fraktion der Fortschrittspartei, später der Deutschen Freisinnigen Partei und schließlich der Freisinnigen Volkspartei an.
Im Jahr 1864 wurde Parisius aus politischen Gründen seines Richteramtes enthoben. Er lebte anschließend als Publizist und Autor in Berlin. Unter anderem war er 1865 Redakteur bei den Blättern für Genossenschaftswesen. Er war Stellvertreter von Hermann Schulze-Delitzsch auf den Verbandstagen des Allgemeinen Deutschen Genossenschaftsverbandes. 1868–1872 war Parisius Herausgeber der Wochenschrift Der Volksfreund und 1882–1891 Mitherausgeber der Wochenschrift Der Reichsfreund. Im Volksfreund griff er den reaktionären preußischen Kultusminister Heinrich von Mühler in zwei Satiren an: Ein preuß. Kultusminister, der seinen Beruf verfehlt hat und nach dessen Reaktion Exzellenz, warum so mißvergnügt?
Ab 1874 bis 1877 (für den Reichstagswahlkreis Regierungsbezirk Gumbinnen 4) und von 1881 bis 1887 für den Reichstagswahlkreis Großherzogtum Sachsen-Weimar-Eisenach 2 war Parisius Mitglied des Reichstages. Zwischen 1877 und 1884 war er neben Eugen Richter Herausgeber der Parlamentarischen Correspondenz aus der Fortschrittspartei. Als Mitglied im geschäftsführenden Ausschuss zählte zur engeren Führungsgruppe der Fortschrittspartei.
Neben seinen politischen Schriften war er auch als juristischer Autor unter anderem als Kommentator der Gesetzgebung zum Genossenschaftswesen tätig. Außerdem bemühte sich Parisius um den Erhalt des Volksgutes seiner altmärkischen Heimat. So stammen mehrere altmärkische Volkslied- und Geschichtssammlungen aus seiner Hand. Erwähnenswert sind neben anderen die Bände Im Wald und auf der Heide (1876) und Bilder aus der Altmark (1882/1883).
In seinem Buch Bilder aus der Altmark deckte er in dem Kapitel Grete Minden und die Feuersbrunst am 13. September 1617 (S. 66 ff.) einen „Justizmord“ auf. 1880 hatte Theodor Fontane in seinem Roman Grete Minde diesen Fall zur Vorlage genommen und Grete Minde als Täterin dargestellt.
Nach Ludolf Parisius’ Tod heiratete Eugen Richter die Witwe.
Ein Arbeitskreis im Kulturbund der DDR in Gardelegen trug seinen Namen.

## Schriften (Auswahl)
- Deutsches Volks-Lexikon. Bd. 1: A–Arm. Berlin 1869 [Mehr nicht erschienen].[4]
- Zusätze zu J. F. Danneils Wörterbuch der altmärkisch-plattdeutschen Mundart. In: Neunzehnter Jahresbericht des Altmärkischen Vereins für vaterländische Geschichte und Industrie zu Salzwedel. Abtheilung für Geschichte. Magdeburg 1879, S. 37–80.
- Deutsche Volkslieder mit ihren Singweisen (geistliche Lieder und Balladen), in der Altmark und im Magdeburgischen aus Volksmunde gesammelt. In: Neunzehnter Jahresbericht des Altmärkischen Vereins für vaterländische Geschichte und Industrie zu Salzwedel. Abtheilung für Geschichte. Magdeburg 1879, S. 113–179.
- mit Hermann Dietrichs (Illustrationen): Bilder aus der Altmark. Richter, Hamburg 1883, Digitalisierte Ausgabe der Universitäts- und Landesbibliothek Düsseldorf.
- Leopold Freiherr von Hoverbeck. Ein Beitrag zur vaterländischen Geschichte. 2 Bde. J. Guttentag, Berlin 1897/98.